# Helm von Cannae

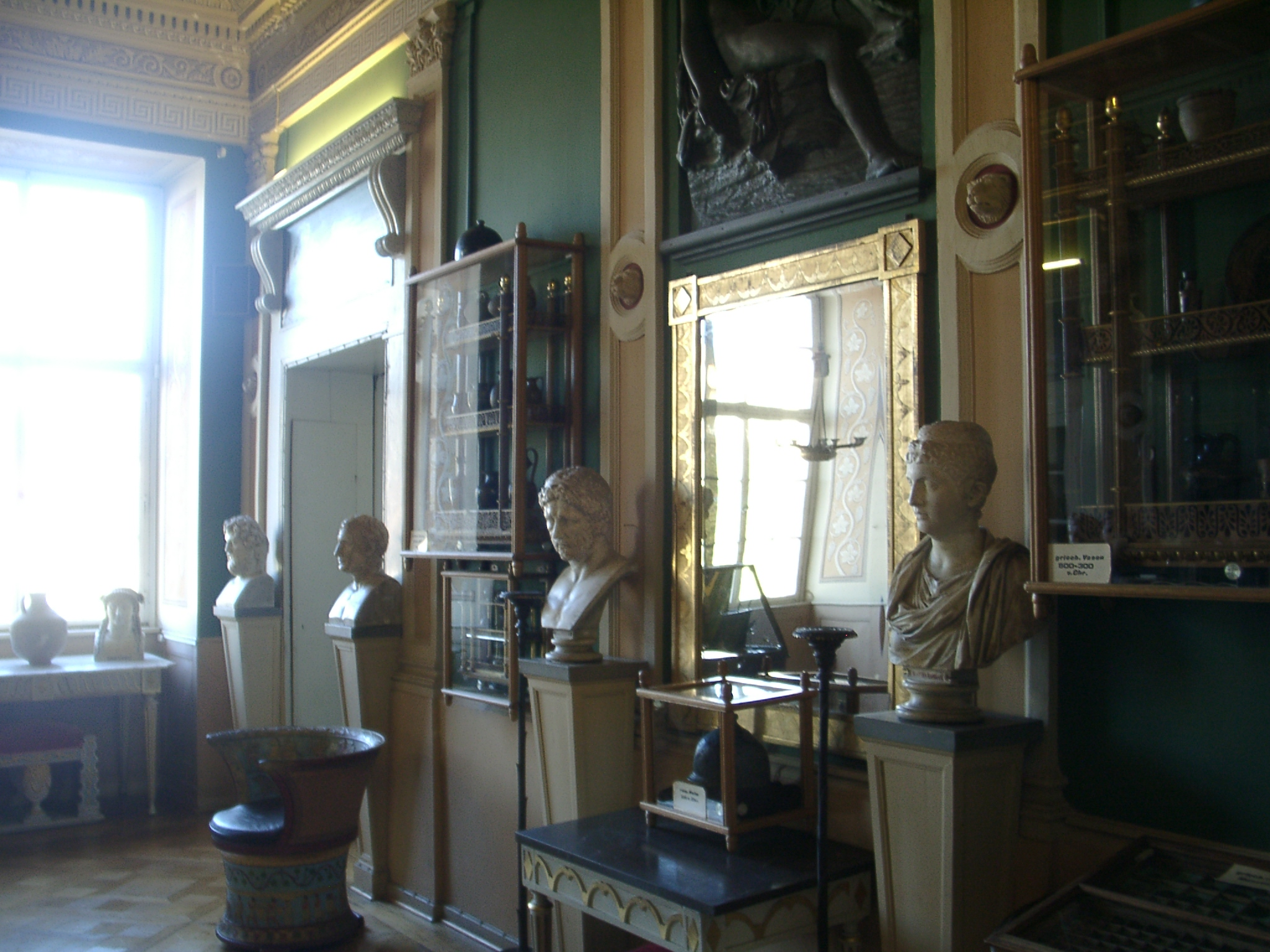
Das römische Antikenzimmer von Schloss Erbach. Der Helm befindet sich in einer Vitrine unterhalb des Spiegels.

Der Helm von Cannae ist ein aufgrund seiner tradierten Erwerbsgeschichte bekanntes Stück der Antikensammlung des Grafen Franz I. zu Erbach-Erbach in Schloss Erbach in Erbach (Odenwald).

## Erwerbsgeschichte
Der Legende nach handelt es sich um den einzigen erhaltenen Helm des Schlachtfelds von Cannae (216 v. Chr.), einer Schlacht zwischen den Römern und den Karthagern unter Hannibal. 
Der Helm sei von einem Bediensteten des Grafen Franz I. zu Erbach-Erbach bei dessen zweiter Italienreise 1791 im Auftrag des Grafen für dessen Sammlung aus den Vatikanischen Museen entwendet worden. Diese Geschichte wird, was die Vorbereitung und Durchführung des Kunstraubes betrifft, in der Literatur des 19. Jahrhunderts mehrfach erwähnt und zum Teil dramatisch ausgemalt. Älteste dazu vorhandene schriftliche Quelle ist eine Erzählung von Otto Müller, die vor 1868 entstanden ist.
Der Bedienstete, der den Diebstahl begangen haben soll, war der spätere Forstrat Friedrich Louis (* 1759; † 1846), Urgroßvater von Ludwig Ganghofer. Er hatte auch weitere bekannte Nachkommen, etwa Elly Heuss-Knapp, Frau des ersten deutschen Bundespräsidenten.
In der  Literatur über Graf Franz I. zu Erbach-Erbach wird über die Herkunft des Helms nicht berichtet und auch auf dessen Geschichte nicht eingegangen. Inwieweit es sich bei der überlieferten Erwerbsgeschichte um Jägerlatein handelt, das – vielleicht tatsächlich auf einer Erzählung des Forstrats Friedrich Louis basierend – von Otto Müller aufgenommen und als lokale Legende tradiert wurde, lässt sich nur schwer nachvollziehen.